# Dermesztő rémület
Dermesztő rémület (eredeti cím: The Frozen Ground) 2013-ban bemutatott, amerikai bűnügyi-thriller, melyet Scott Walker írt és rendezett (rendezői debütálás). A főszereplők Nicolas Cage, John Cusack, Vanessa Hudgens, Katherine LaNasa, Radha Mitchell és 50 Cent.
A filmet kevés moziban mutatták be, ezért DVD-n jelentették meg 2013. augusztus 23-án. Magyarországon 2020. július közepén jelent meg szinkronizálva.
A film vegyes értékeléseket kapott a kritikusoktól, viszont Cage teljesítménye elismerést kapott.
A film megtörtént események alapján készült, Robert Hansen alaszkai sorozatgyilkos bűncselekményeit ismerteti. A történet középpontjában egy alaszkai nyomozó őrmester, Jack Halcombe áll, aki arra törekszik, hogy elfogja Hansent egy fiatal nő segítségével, akinek sikerült elmenekülnie a férfi karmai közül.

## Szereplők
(A szereposztás mellett a magyar hangok feltüntetve)
- Nicolas Cage – Jack Halcombe őrmester – Csankó Zoltán
- John Cusack – Robert Hansen – Széles Tamás
- Vanessa Hudgens – Cindy Paulson – Bogdányi Titanilla
- Curtis "50 Cent" Jackson – Clate Johnson – ?
- Radha Mitchell – Allie Halcombe – Zakariás Éva
- Jodi Lyn O'Keefe – Chelle Ringell – ?
- Dean Norris – Lyle Haugsven őrmester – Barbinek Péter
- Katherine LaNasa – Fran Hansen – ?
- Matt Gerald – Ed Stauber – ?
- Robert Forgit – Wayne Von Clasen őrmester – Rajkai Zoltán
- Sam Velasquez – Jimmy Garcia – ?
- Ryan O'Nan – Gregg Baker – Posta Victor
- Kurt Fuller – D.A. Pat Clives – Fekete Zoltán
- Kevin Dunn – Bob Jent hadnagy – ?
- Mark Smith – Biztonsági vezető – ?
- Gia Mantegna – Debbie Peters – ?
- Michael McGrady – John Gentile nyomozó – Faragó András
- Brad William Henke – Carl Galenski – Varga Rókus
- Bostin Christopher – Al –
- Taylor Tracy – Sandy Halcombe – ?
- Ron Holmstrom – Attorney Mike Rule – ?
- Jill Bess – Janet – ?